# Canadian Professional Championship 1980
Die Canadian Professional Championship 1980 war ein Snookerturnier zur Ermittlung des Profimeisters von Kanada. Die Erstausgabe des Turnieres wurde im Rahmen der Saison 1979/80 im Januar 1980 in Kanada ausgetragen. Sieger wurde Titelverteidiger Cliff Thorburn, der im Finale Jim Wych mit 9:6 besiegte. Thorburn spielte mit einem 131er-Break auch das höchste Break des Turnieres.

## Turnierverlauf
Alle zehn kanadischen Profispieler außer Bill Werbeniuk nahmen am Turnier teil. Nach einem Spiel in der ersten Runde trafen im Viertelfinale das aus sieben Spielern bestehende restliche Teilnehmerfeld zum Turnier hinzu. Während das Erstrundenspiel noch im Modus Best of 9 Frames gespielt wurde, wurde ab dem Viertelfinale im Modus Best of 17 Frames gespielt.

### Erste Runde
| Spiel | Spieler 1   | Ergebnis | Spieler 2        |
| ----- | ----------- | -------- | ---------------- |
| 1     | Frank Jonik | 35:35    | Kevin Robitaille |

### Weiterer Turnierverlauf
|  | Viertelfinale Best of 17 Frames | Viertelfinale Best of 17 Frames |                |   | Halbfinale Best of 17 Frames | Halbfinale Best of 17 Frames |  |  | Finale Best of 17 Frames | Finale Best of 17 Frames |
|  |                                 |                                 |                |   |                              |                              |  |  |                          |                          |
|  | Cliff Thorburn                  | 9                               |                |   |                              |                              |  |  |                          |                          |
|  | Frank Jonik                     | 3                               |                |   |                              |                              |  |  |                          |                          |
|  | Frank Jonik                     | 3                               | Cliff Thorburn | 9 |                              |                              |  |  |                          |                          |
|  |                                 |                                 | Cliff Thorburn | 9 |                              |                              |  |  |                          |                          |
|  |                                 | John Bear                       | 3              |   |                              |                              |  |  |                          |                          |
|  | John Bear                       | John Bear                       | 3              | 9 |                              |                              |  |  |                          |                          |
|  | John Bear                       |                                 |                | 9 |                              |                              |  |  |                          |                          |
|  | Bernie Mikkelsen                | 4                               |                |   |                              |                              |  |  |                          |                          |
|  |                                 |                                 | Cliff Thorburn | 9 |                              |                              |  |  |                          |                          |
|  |                                 | Jim Wych                        | 6              |   |                              |                              |  |  |                          |                          |
|  | Jim Wych                        | 9                               |                |   |                              |                              |  |  |                          |                          |
|  | Paul Thornley                   | 2                               |                |   |                              |                              |  |  |                          |                          |
|  | Paul Thornley                   | 2                               | Jim Wych       | 9 |                              |                              |  |  |                          |                          |
|  |                                 |                                 | Jim Wych       | 9 |                              |                              |  |  |                          |                          |
|  |                                 | Kirk Stevens                    | 7              |   |                              |                              |  |  |                          |                          |
|  | Kirk Stevens                    | Kirk Stevens                    | 7              | 9 |                              |                              |  |  |                          |                          |
|  | Kirk Stevens                    |                                 |                | 9 |                              |                              |  |  |                          |                          |
|  | Mario Morra                     | 4                               |                |   |                              |                              |  |  |                          |                          |

#### Finale
Cliff Thorburn hatte in seiner Karriere bereits zahlreiche Titel gewonnen. Ihm gegenüber stand mit Jim Wych ein Finalneuling, denn für Wych war es das erste Profifinale.
Thorburn kam besser ins Match und ging mit 4:0 in Führung, ehe Wych auf 4:2 und 5:4 herankam. Folgend gewannen beide Spieler nur noch einen Frame hintereinander, ehe Thorburn beim Stande von 7:6 die beiden letzten notwendigen Frames zum erneuten Titelgewinn gewann.
| Finale: Best of 17 Frames ?, ?, Kanada, Januar 1980                                                                                  |                |          |
| Cliff Thorburn | 9:6            | Jim Wych |
| 66:49; 96:6 (84); 65:52; 63:38; 30:66; 27:86; 63:31; 0:112 (58); 42:69 (50); 130:0 (130); 0:82 (69); 73:12; 22:80 (54); 50:44; 72:37 |                |          |
| 130 | Höchstes Break | 69       |
| 1 | Century-Breaks | –        |
| 2 | 50+-Breaks     | 4        |

## Century Breaks
Während des Turnieres spielte drei Spieler fünf Century Breaks, wobei Sieger Cliff Thorburn mit drei Breaks – darunter die zwei höchsten – am meisten Centurys spielte.
- Cliff Thorburn: 131, 130, 112
- Kevin Robitaille: 119
- John Bear: 114